# Melanocorypha yeltoniensis
La calandria negra (Melanocorypha yeltoniensis) es una especie de ave paseriforme de la familia Alaudidae propia de Eurasia.

## Descripción
La calandria negra mide entre 18 y 20,5 cm de largo. El macho adulto en primavera es prácticamente negro, con la única excepción de un ligero moteado blanco en la espalda. Su pico es blanquecino. Al llegar el otoño la mayoría de las plumas de las partes superiores y algunas de los flancos presentan bordes blancos con lo que los machos adquieren un intenso veteado blanco por encima. En cambio las hembras son menos llamativas y variables, siendo sus partes superiores de color gris con vetas oscuras y las inferiores blanquecinas también con vetas oscuras, sobre todo en el pecho. Sus patas y la parte inferior de sus alas son negras.

## Distribución y hábitat
La calandria negra cría en Rusia suroccidental y Kazajistán. Es un ave parcialmente migratoria, ya que las poblaciones más septentrionales se desplazan al sur en invierno, llegando por el oeste al norte del mar Negro, hasta Moldavia y el sur de Ucrania, y hasta las regiones de Irán ribereñas del Caspio por el sur. En Europa occidental es un divagante raro.
Su hábitat natural son las estepas, generalmente cerca del agua.

## Comportamiento

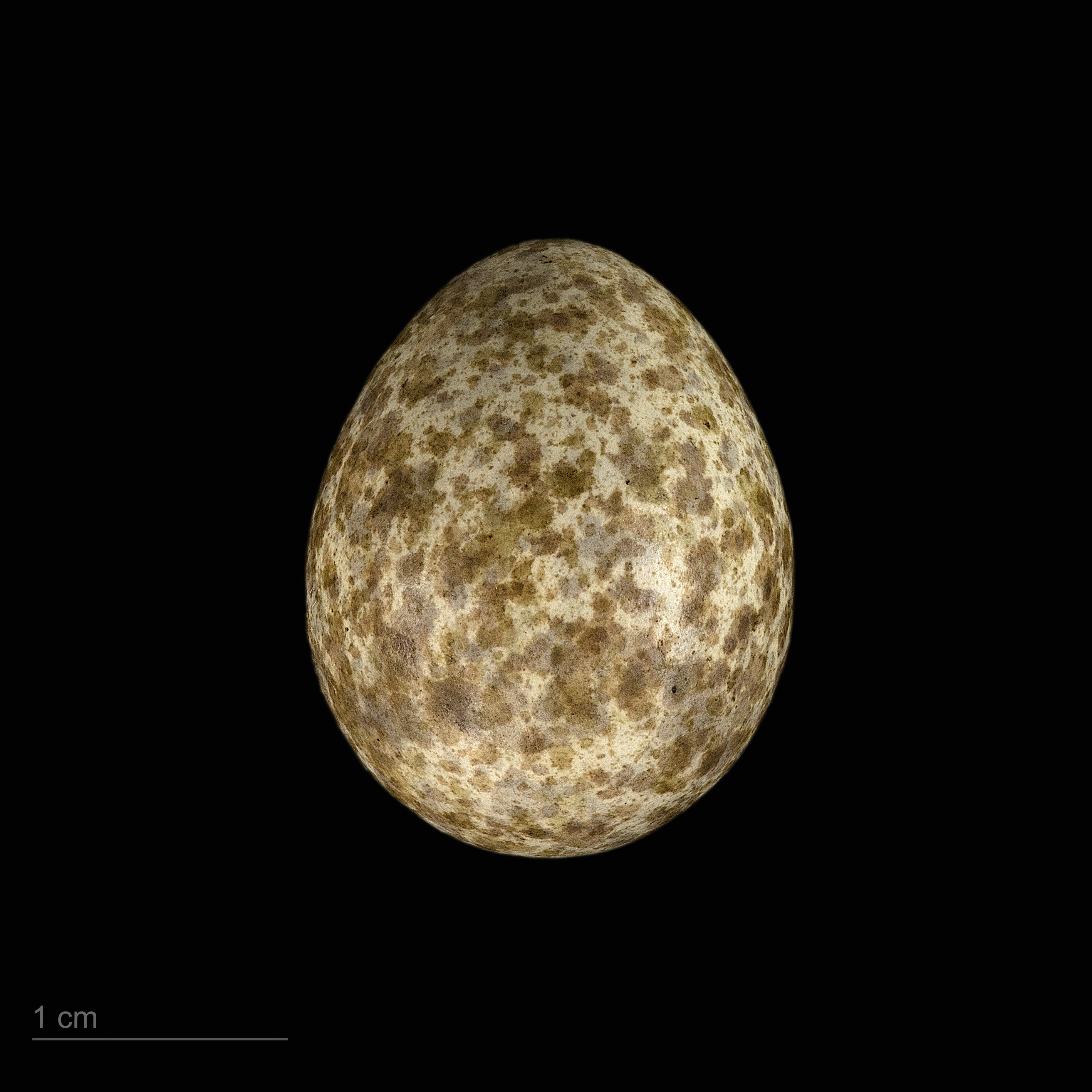
Melanocorypha yeltoniensis - (MHNT)

Se alimenta de semillas e insectos, estos últimos complementan su dieta especialmente durante la estación de cría. 
Anida en el suelo, donde suele poner de 4-5 huevos. En invierno es gregaria.